# Concours de nouvelles XYZ
 (août 2024).
Le concours de nouvelles XYZ est un concours littéraire organisé par la revue XYZ. Tenu sur une base annuelle depuis 1989, le concours a pour but de récompenser des talents émergents travaillant la forme narrative brève. Depuis 1990, la revue remet un prix qui consiste en une récompense monétaire et une publication de la nouvelle gagnante dans les pages de la revue.

## Palmarès
| Lauréat | Jury                                                                              | Année et source                       |
| --- | --------------------------------------------------------------------------------- | ------------------------------------- |
| Anaïs Gachet, "Les fleurs des bas-côtés" | Annie-Claude Thériault, Michael Delisle et Hélène Rioux                           | 2024, Numéro 159, août 2024, p. 58–65 |
| Annie-Claude Thériault, « La dernière tarte » | Monique Proulx, Louis Carmain, David Bélanger                                     | 2023, No 155, automne 2023, p. 70.    |
| Julie Dugal, « L’ordre naturel des choses » | Mélikah Abdelmoumen, J.D.Kurtness, Maxime Raymond Bock                            | 2022, No 151, automne 2022, p. 58.    |
| Rémi-Julien Savard, « Si doux » | David Clerson, Louis-Philippe Hébert, Christiane Lahaie                           | 2021, No 147, automne 2021, p. 53     |
| Pascal Blanchet, « Nocturne à tête de chat » | Jean-Paul Beaumier, Christiane Vadnais, Claude-Emmanuelle Yance                   | 2020, No 143, automne 2020, p. 59.    |
| Marie-Pier Lafontaine, « Quarante-huit heures » | Annie Perreault, Audrée Wilhelmy, Nicolas Tremblay                                | 2019, No 139, automne 2019, p. 81.    |
| Frédéric Hardel, « Voir loin » | Jean-Pierre April, Cassie Bérard, André Carpentier                                | 2018, No 135, automne 2018, p. 57.    |
| Christiane Vadnais, « Nanki Shirahama » | France Boisvert, Jean-François Chassey, David Dorais                              | 2017, No 131, automne 2017, p. 47.    |
| David Bélanger, « L’épouvantail » | Esther Croft, Normand de Bellefeuille, Sergio Kokis                               | 2016, No 127, automne 2016, p. 59.    |
| Sylvia Dupuis, « Dure journée pour Cendrillon » | Jean Désy, Suzanne Jacob, Hélène Rioux                                            | 2015, No 123, automne 2016, p. 55.    |
| Ariane Brisson, « Intemporelle » | Camille Deslauriers, David Dorais, Monique Proulx                                 | 2014, No 119, automne 2014, p. 53.    |
| Johanne Renaud, « Judith » (Grand Prix. Mention spéciale : Myriam Linguanotto, « La marionnette » | Charles Bolduc, Christine Champagne, Sylvie Massicotte                            | 2013, No 115, automne 2013, p. 47.    |
| Sylvie Gendron, « Un autre hiver » | Jean-Paul Beaumier, Esther Croft, Louis-Philippe Hébert                           | 2012, No 111, automne 2012, p. 75.    |
| Non attribué | Guillaume Corbeil, Hugues Corriveau, Nicolas Tremblay                             | 2011, No 107, automne 2011, p. 73.    |
| Véronique Bossé, « Relents » | André Berthiaume, Sylvie Massicotte, Nicolas Tremblay                             | 2010, No 103, automne 2010, p. 63.    |
| Sébastien Roldan, « La remontée » | Sylvie Bérard, Michael Delisle, Michel Vézina                                     | 2009, No 99, automne 2009, p. 70.     |
| Jacques Duranceau, « Dialogue » | David Dorais, Suzanne Myre, Nicolas Tremblay                                      | 2008, No 91, automne 2008, p. 50.     |
| Non attribué | Gilles Archambault, Diane-Monique Daviau, Christiane Lahaie                       | 2007, No 91, automne 2007, p. 61.     |
| Jean Sébastien Trudel (Lemieux, aujourd’hui), « Le sixième doigt » | Jean-Paul Beaumier, Carole David, Michèle Péloquin                                | 2006, No 87, automne 2006, p. 7.      |
| Annie Mullenbach-Nigay, « Règne végétal » (1er prix). Anna Tagal, « L’hiver matériel » (2e prix). Yannick Éthier, « Les boules foutues » (3e prix)                                                                                  | Bertrand Bergeron, Louise Dupré, Christian Malavoy-Racine                         | 2005, No 83, automne 2005, p. 69.     |
| Joël Boilard, « Schnock et moi » (Grand prix). Mentions spéciales : Judith Camier, « Prince de Boucle d’or » et Myriam de Repentigny, « L’inconnue »                                                                                | Carlos Bergeron, Hélène Rioux, Nicolas Tremblay                                   | 2004, No 79, automne 2004, p. 65.     |
| Myriam de Repentigny, « Le ventre de la mer » (Grand Prix) et Julie Bouchard « Terry’s tatoo » (ex aequo) | Christine Champagne, Sylvie Massicotte, Stanley Péan                              | 2003, No 75, automne 2003, p. 63.     |
| Johanne Girard, « Ulysse, maître des chimères » (1e prix). Thierry Geaniton « Synthèse » (2e prix) | Christine Champagne, Martine Delvaux, Hélène Rioux                                | 2002, No 71, automne 2002, p. 50.     |
| Anne Brunelle, « Pitou » (Grand Prix) et Annie Pronovost « Le temps de mille danses » (ex aequo). Mentions spéciales : Bernard Ducharme, « Là où je passe, les gens font le ménage » et Marcel Lambert, « Les coloris de Marcelle » | Sylvie Bérard, Christine Champagne, Daniel Pigeon                                 | 2001, No 67, automne 2001, p. 47.     |
| Stéphane Batigne, « La fin du temps » (ex aequo), Camille Deslauriers, « In illo tempore » (ex aequo) et Sophie-Luce Morin, « La scatola nera » (ex aequo)                                                                          | André Carpentier, Christine Champagne, Marie-Sissi Labrèche                       | 2000, No 64, hiver 2000, p. 50.       |
| Micheline Morisset, « Le choix de Barbie » | Gaëtan Brulotte, Esther Croft, Jean Fugère                                        | 1999, No 59, automne 1999, p. 5.      |
| Karen Dorion-Coupal, « L’Arabe » (ex aequo), Christine Eddie, « Des vagues et du bruit » (ex aequo) et Jean Grignon, « Destination clandestine » (ex aequo)                                                                         | Laurent Laplante, Régis Normandeau, Sylvaine Tremblay                             | 1998, No 55, automne 1998, p. 5       |
| Vincent Sicotte, « Plaisir de lire » (1er prix). Deux 2e prix ex aequo : Dany Leclair, « Res non verba », Mélikah Abdelmoumen, « Catacombes », et Dominique Blondeau, « La féline » (3e prix)                                       | Jean-Paul Beaumier, Bertrand Bergeron, Pascale Navarro                            | 1997, No 50, été 1997, p. 80          |
| Daniel Paradis, « Petits morceaux de lune » (ex aequo), Sylvie Blais, « Le parasol » (ex aequo) et Geneviève De Celles, « Un atelier la nuit » (ex aequo)                                                                           | Inconnus                                                                          | 1996, No 46, été 1996, p. 65-84       |
| Geneviève De Celles, « La ficelle » (ex aequo), Jean-Pierre Davidts, « La croix » (ex aequo) et Michel Dufour, « Sur et sucré » (ex aequo)                                                                                          | Inconnus                                                                          | 1995, No 42, été 1994, p. 73-92       |
| Pierre Salducci « Depuis Colomb et Magellan, histoire des jeunes conscrits de l’ancienne caserne royale de Bélem » (1er prix). Gérard Cossette, « Le condor » (2e prix). Daniel Paradis, « Musique » (3e prix)                      | Claire Dé, Marie-Claire Girard, Monique Proulx                                    | 1994, No 38, été 1994, p. 51-52       |
| La revue XYZ publie les nouvelles des lauréats du concours lancé dans le cadre du magazine littéraire Millefeuille à l’antenne de la Société Radio-Canada                                                                           |                                                                                   | 1993, No 33, printemps 1993 p. 3-8    |
| Gérard Cossette, « Le sourire de Jeanne » (1er prix). Charlotte Gingras, « Le bleu Mykonos » (2e prix). Jacques Audet, « La maison creuse » (3e prix)                                                                               | Inconnus                                                                          | 1992, No 31, automne 1992, p. 3-18    |
| Édith Bouchard, « Chico de n’importe où » (1er prix). Denise Martin, « Le quinzième » (2e prix). Johanne Dubuc, « Vide et eau » (3e prix)                                                                                           | Flora Balzano, Carole David, Pierre Salducci                                      | 1991, No 28, printemps 1992, p. 91-92 |
| Flora Balzano, « Chantemé » (1er prix). Lori Saint-Martin, « Pleine lune et abricots » (2e prix). Germaine Dionne, « Le clou » (3e prix)                                                                                            | André Berthiaume, Anne Dandurand, Pierre Villemin-Salducci, Marie-Josée Thériault | 1990, No 24, printemps 1990, 94       |